# Новоприбулі
Новоприбулі (англ. The Newcomers) — американський драматичний фільм 2000 року.

## Сюжет
Сім'я хлопчика переїжджає з великого міста в маленьке після того як у них починаються фінансові труднощи. У хлопчика проблеми у відносинах з іншими дітьми, зокрема з недружнім сусідом, який живе через вулицю.

## У ролях
- Крістофер Маккой — Сем Дохерті
- Метт Маккой — Гері Дохерті
- Кейт Босворт — Кортні Дохерті
- Елізабет Дафф — Мерилін Дохерті
- Біллі Кей — Гіл Везертон
- Пол Дано — Джоел
- Джош Пек — Слім
- Джефф Фейгі — Мак Везертон
- Джемі Бенті — Рокко
- Майк Чіарелло — Пенн
- Кріс Еванс — Джад
- Расті Де Віз — Денніс Браунбір
- Елізабет Оуенс — місіс Мерсдон
- Даг Баррон — Стен
- Едсел Г'юз — містер Бернс
- Меттью Барнетт — містер Грішем
- Джо Дай — Біллі
- Зак Маккормак — Коті
- Лонні Фармер — директор
- Луз Александра Рамос — прокурор
- Тед Пендлтон — суддя
- Джеймс Аллен Бредлі — Форман
- Мішлін Огер — реєстратор
- Гейл О'Брайен — клієнт кав'ярні
- Ед Окман — клієнт кав'ярні
- Джим Аспден — клієнт кав'ярні
- Стів Дж. Маклін — працівник магазину
- Чак Баттлс — адвокат
- Ілен Блекман — адвокат 2
- Марта Міддлтон — секретар
- Джанеллі Файгнант
- Міріам Старк — шкільний вчитель у Бостоні